# فري ماري
فري ماري (بالإنجليزية: Free) هي رابر أمريكية، ولدت في 7 فبراير 1968 في الولايات المتحدة.

## وصلات خارجية
- الموقع الرسمي
- فري ماري على موقع IMDb (الإنجليزية)
- فري ماري على موقع ميوزك برينز (الإنجليزية)
- فري ماري على موقع أول ميوزيك (الإنجليزية)
- فري ماري على موقع ديسكوغز (الإنجليزية)
- فري ماري على موقع ديسكوغز (الإنجليزية)